# 道格拉斯乌加恩巴斯
拿督斯里道格拉斯乌加恩巴斯，马来西亚砂拉越州议会武吉沙邦砂盟土保党州议员兼砂拉越副首席部长，也是前木中国会议员（至2018年） ，前任天然资源与环境部长、種植與原產業部长。